# Campillo de Deleitosa
Campillo de Deleitosa (extremadurai nyelven El Campillu de Delitosa) település Spanyolországban, Cáceres tartományban. Campillo de Deleitosa Robledollano, Deleitosa, Higuera, Valdecañas de Tajo, Mesas de Ibor és Fresnedoso de Ibor községekkel határos. Lakosainak száma 84 fő (2024).

## Népesség
A település népessége az elmúlt években az alábbi módon változott:
| Lakosok száma | 127  | 119  | 102  | 79   | 74   | 54   | 51   | 79   | 78   | 84   |
|               | 2001 | 2004 | 2006 | 2009 | 2011 | 2014 | 2016 | 2019 | 2021 | 2024 |